# Cupido wosnesenskii
Cupido wosnesenskii är en fjärilsart som beskrevs av Ménétriés 1855. Cupido wosnesenskii ingår i släktet Cupido och familjen juvelvingar. Inga underarter finns listade i Catalogue of Life.